# Kulturelle Aneignung

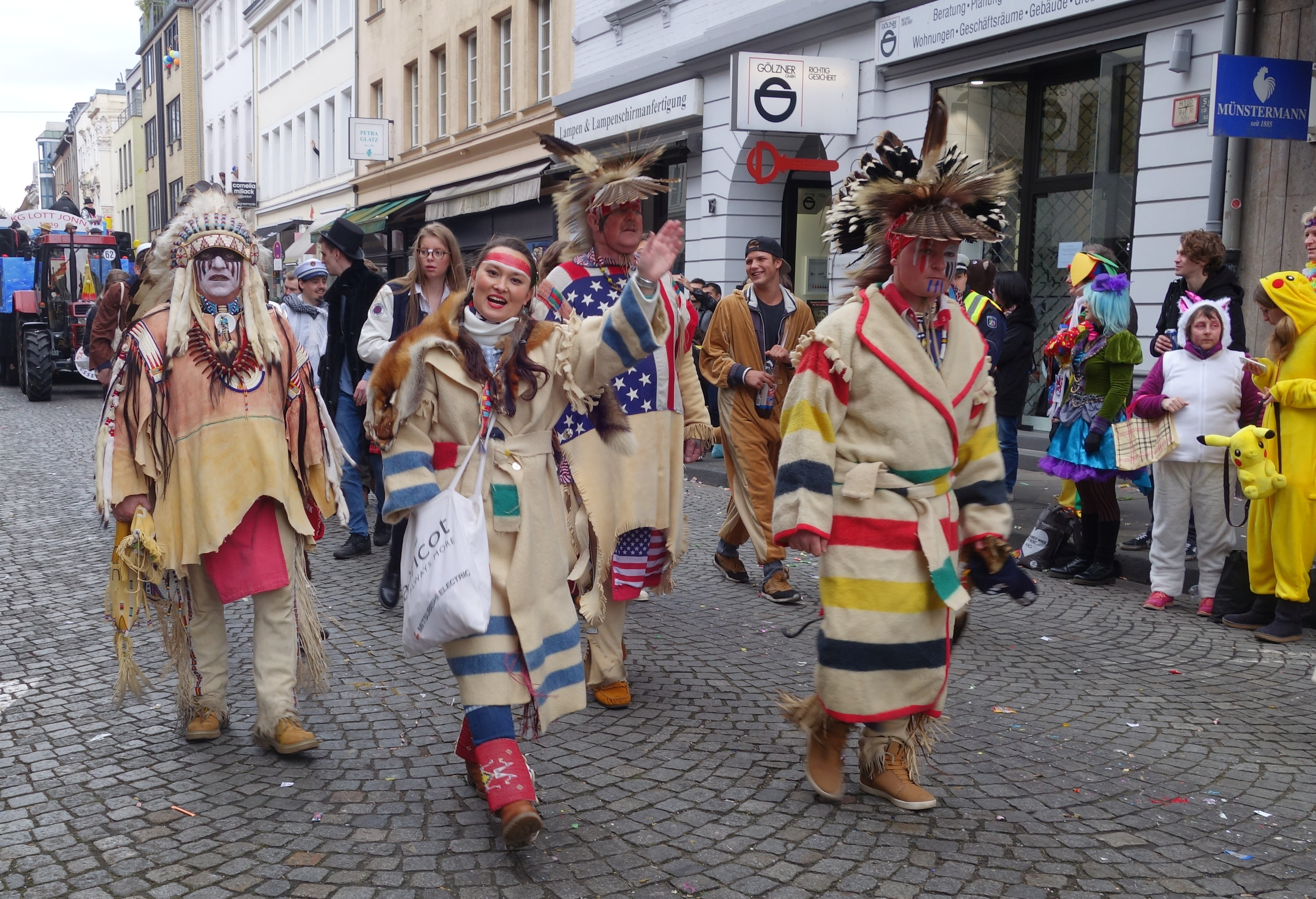
Deutsche Karnevalisten in Verkleidungen, welche die traditionelle Bekleidung verschiedener Prärie-Indianer imitieren (2017)

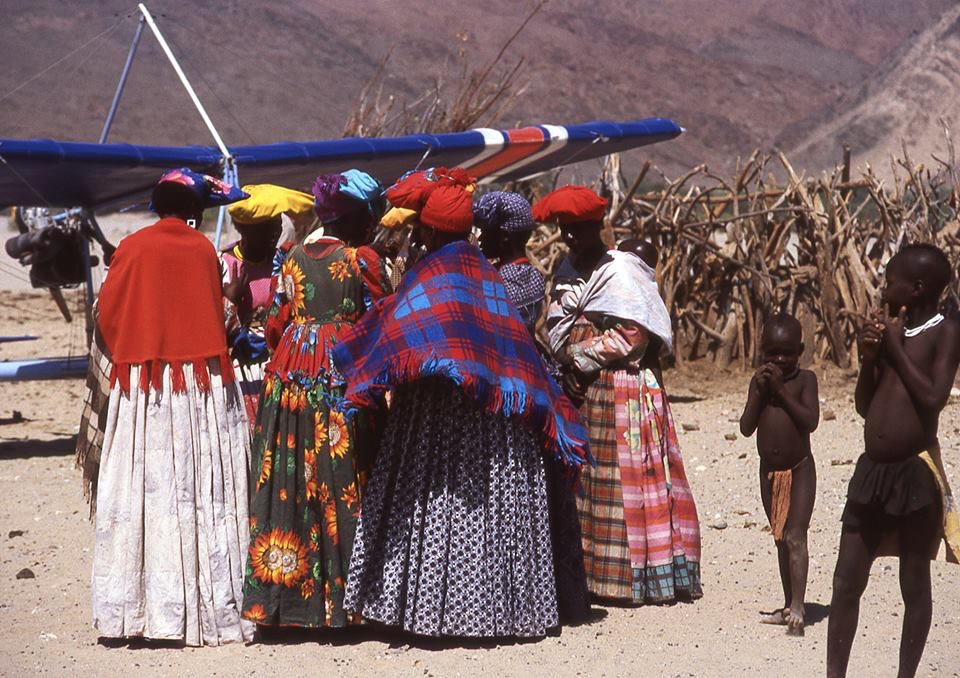
Namibische Frauen in viktorianischen Kleidern

Kulturelle Aneignung (englisch cultural appropriation) bezeichnet die Übernahme von Ausdrucksformen oder Artefakten, Geschichte und Wissensformen von Trägern einer anderen Kultur oder kulturellen Identität. Im wissenschaftlichen Austausch ist der Begriff neutral und bekommt erst im konkreten Zusammenhang eine positive oder negative Konnotation (etwa Ausbeutung oder Bereicherung). Die Beurteilung ist häufig schwierig und gelingt nur unter Berücksichtigung der Motivation der Aneignenden: Sind Machtausübung, kommerzielle Interessen oder Diskriminierung die tieferen Beweggründe oder handelt es sich um unreflektierte (etwa romantisch-naive), wohlmeinende oder gar anerkennende Übernahmen?
In einem engeren Sinn wird als „kulturelle Aneignung“ angesehen, wenn Träger einer „dominanteren Kultur“ Kulturelemente einer „Minderheitskultur“ übernehmen und sie „ohne Genehmigung, Anerkennung oder Entschädigung“ in einen anderen Kontext stellen. Die ethische Dimension kultureller Aneignung wird in der Regel nur dann thematisiert, wenn die übernommenen Kulturelemente einer Minderheit angehören, die als sozial, politisch, wirtschaftlich oder militärisch benachteiligt gilt.
In der öffentlichen Diskussion wird vor allem die enge, negativ konnotierte Begriffsauslegung im Sinne eines Vorwurfs verwendet: Dabei geht es in der Regel darum, Menschen das Recht abzusprechen, sich bestimmter Ausdrucksformen anderer Kulturen für ihre Zwecke zu bedienen. Häufig gehören die Kritiker nicht zur „betroffenen“ Kultur und es ist unbekannt oder strittig, wie jene die Aneignung bewerten. Oft steht hinter solchen Vorwürfen ein sehr statisches Verständnis von Kultur, das die Realität der vielfältigen kulturellen Anpassungsprozesse ignoriert.
Kritiker des Konzepts geben zu bedenken, dass sich Kulturen gegenseitig beeinflussen und diese Dynamiken bei einer kompromisslosen, negativen Verwendung des Konzepts übermäßig stigmatisiert würden. Einige Kritik am Konzept sieht darin identitätspolitische Tendenzen.

## Begriff
Erste Erwähnungen erfuhr die „kulturelle Aneignung“ in den 1970er und 1980er Jahren in den Cultural Studies und Media Studies im angelsächsischen Sprachraum. Wie im aktuellen ethnologischen Sprachgebrauch bezieht sich kulturelle Aneignung dort v. a. auf die „Differenz zwischen verschiedenen Möglichkeiten der Wahrnehmung kultureller Phänomene“. Als eine der ersten dezidierten Auseinandersetzung mit dem Problem gilt der 1976 von Kenneth Coutts-Smith gehaltene Vortrag Some General Observations on the Problem of Cultural Colonialism. In den Vereinigten Staaten wurde das Problem in den 80er-Jahren vor allem in Zusammenhang mit der Diskriminierung von Schwarzen und Native Americans diskutiert.
Auch vor der Begriffsschöpfung fand sich schon vergleichbare Kritik an entsprechenden Praktiken, etwa in der Kritik an Minstrelsy durch Autoren der Harlem Renaissance. Die Onlineausgabe des Oxford English Dictionary definiert den Begriff „kulturelle Aneignung“ (cultural appropriation) als „unangemessene Aneignung der Gewohnheiten, Bräuche, Ideen eines Volkes oder einer Gesellschaft durch Angehörige eines anderen, typischerweise dominanteren Volkes“. Das Cambridge Dictionary bezeichnet kulturelle Aneignung als „das Verwenden von Dingen einer Kultur, die nicht deine eigene ist, ohne zu zeigen, dass du diese Kultur verstehst oder respektierst“.
Der Kommunikationswissenschaftler Richard A. Rogers identifiziert vier Formen kultureller Aneignung:
1. Kultureller Austausch: Der gegenseitige Austausch von Symbolen, Artefakten, Ritualen, Genres und/oder Technologien zwischen Kulturen, die über etwa gleich viel Macht verfügen.
2. Kulturelle Dominanz: Die Angehörigen einer unterworfenen („subordinated“) Kultur bedienen sich an Elementen der dominanten Kultur im Sinne einer Assimilation an oder Integration in die herrschende Kultur, aber auch als Praxis des Widerstands.
3. Kulturelle Ausnutzung: Die Aneignung der Elemente einer untergeordneten Kultur durch die dominante Kultur ohne nennenswerte Reziprozität, Erlaubnis und/oder Kompensation.
4. Transkulturation: Kulturelle Elemente, die von verschiedenen Kulturen hervorgebracht wurden und die sich nicht mehr klar einer Ursprungskultur zuordnen lassen. Das Konzept der Transkulturation soll den Realitäten einer globalisierten Welt gerecht werden, in der Kulturen auf vielfältige Weise miteinander verknüpft sind und das Konzept der Kultur selbst in Frage gestellt wird.[11]

Distelhorst sieht drei Sphären, in denen es zu kultureller Aneignung komme: „Erstens Diebstahl von kulturellen Gütern wie Raubkunst aus kolonialen Kontexten, zweitens die ungefragte Repräsentation von Minderheiten, ohne diese selbst zu Wort kommen zu lassen, und drittens die Aneignung von kulturellen Artefakten und Wissensbeständen im Kontext von Mode und Lifestyle.“
Wenn der Fokus auf die kulturelle Ausnutzung gelegt wird, dient das u. a. zur Reflexion von Macht- und Diskriminierungsverhältnissen, auf deren Grundlage traditionelle Gegenstände der materiellen Kultur verschiedener Ethnien kommodifiziert oder instrumentalisiert werden. Diese Form kultureller Aneignung wird kritisiert, da die betroffenen Kulturen verloren gehen oder verfälscht werden könnten. Zudem kann die externe Kommerzialisierung die wirtschaftliche Betätigung in den betroffenen Ethnien beeinträchtigen.
Der Diskurs der Critical-Whiteness-Bewegung fokussiert auf spezifisch „kulturelle“ Objekte. Zu nennen sind etwa unterschiedliche Kunstgattungen (Musik, Tanz etc.) oder religiöse Dinge (Symbole, Spiritualität, Zeremonien), aber auch Mode- und Sprachstil, Sozialverhalten sowie andere kulturelle Ausdrucksformen.

## Kritik an Handlungen, die als kulturelle Aneignung wahrgenommen werden
Kritik an kultureller Aneignung richtet sich vor allem gegen Aneignungsprozesse durch Mitglieder dominanter Gruppen und kulturelle „Outsider“. Laut Kritikern werden bei kultureller Aneignung im Gegensatz zum „kulturellem Austausch“ die übernommenen Bestandteile kultureller Identität zur Ware gemacht und damit trivialisiert. Zudem würden die angeeigneten Kulturelemente oftmals falsch oder verzerrt reproduziert, was zur Förderung von Stereotypen führen könne. Kultureller Austausch dagegen basiere auf Wertschätzung und Respekt und finde meist im Rahmen eines gegenseitigen Kennenlernens der Träger der unterschiedlichen Kulturen statt.
Greg Tate stellt in seinem Buch Everything but the Burden. What White People Are Taking from Black Culture dar, dass weiße Menschen alles aus schwarzen Kulturen übernehmen würden, außer der Diskriminierung, die damit verbunden sei, schwarz zu sein.
Oft wird die Kommerzialisierung kultureller Erzeugnisse kritisiert. Wenn Vertreter dominanter Kulturen Güter von Minderheiten übernehmen und diese vermarkten, würden die finanziellen Gewinne nicht bei den eigentlichen Urhebern landen. Außerdem hätten traditionelle Künstler oftmals nicht dieselben Möglichkeiten der Produktion und würden durch das Angebot von Billigvarianten aus dem Markt verdrängt.
Laut Aktivisten fördert kulturelle Aneignung die Stereotypisierung. Die Kulturen, die für die weiße Mehrheit fremd seien, würden durch Kostüme usw. in Schubladen gesteckt, um ein gewisses Bild oder eine gewisse Stimmung zu erzeugen. So würden z. B. Indianerkostüme im Karneval oder das Tragen von Federschmuck und Kriegsbemalung den Eindruck wecken, es gäbe eine einheitliche Indianerkultur. In Wirklichkeit gibt es mehrere Tausend Stämme, die alle eine eigene Kultur und Tradition haben.
Die gewünschte Solidarität gegenüber fremden Kulturen werde oftmals zur eigenen Unterhaltung missbraucht. So würden historische Objekte und Plastiken für die europäischen Museumsbesucher ausgestellt, um ein „authentisches Bild Afrikas“ darzustellen. Die Artefakte würden aus ihrem kulturellen Zusammenhang gerissen, wie zum Beispiel in Carl Einsteins Werk Negerplastik. Bei 119 Objekten werde lediglich das ästhetische Erscheinungsbild bewertet, ohne dass auf die Herkunft und Bedeutung eingegangen werde. Dies, um eine vorwiegend weiße Zielgruppe zu erreichen, die am Anfang des 20. Jahrhunderts kurz vom „wilden Afrika“ fasziniert worden sei.

## Kritik am Konzept
Kritiker des Konzepts betrachten eine gewisse Aneignung als unvermeidlich, da sich die Kulturen andauernd gegenseitig beeinflussen. Eher sollte kulturelle Aneignung als Bereicherung angesehen werden, die aus Bewunderung und ohne böse Absicht geschieht. Sie sei ein Beitrag zur Vielfalt. Schon in der Frühgeschichte gab es kulturellen Transfer auf der Seidenstraße. Ohne kulturelle Aneignung würden Mitteleuropäer nicht auf Sofas sitzen oder Apfelstrudel essen können, beides habe seinen Ursprung in asiatischen Kulturen. Eine Übernahme kultureller Eigenheiten könne zudem auch ausdrücklich ein Zeichen von Wertschätzung sein.
Für die Ethnologin Susanne Schröter ist „die gesamte Menschheitsgeschichte eine Geschichte kultureller Aneignungen, ohne die es keine Entwicklung gegeben hätte“. Kulturelle Aneignung beinhalte deshalb immer eine „gewisse Wertschätzung“ und sei in einer durch die sich beschleunigende Globalisierung immer vielfältiger werdenden Welt „wohl die wichtigste Kulturtechnik, die ein friedliches Zusammenwachsen möglich macht“. Heutzutage könne nicht mehr genau nachvollzogen werden, woher eine bestimmte Tradition oder ein bestimmtes Objekt stamme. So wurden z. B. Dreadlocks schon von Persern, Azteken und Tataren getragen. Kritiker sehen in der Ablehnung kultureller Aneignung insbesondere seitens der Critical-Whiteness-Studies eine Nicht-Berücksichtigung lange bestehender kultureller Vermischung und eine Essenzialisierung sowie ein statistisches Verständnis von Kultur, die an Ideen der rechtsradikalen Identitäre Bewegung erinnerten.
Marcus Latton schrieb in der Jungle World, dass der „real existierende Antirassismus“ damit Gefahr laufe, in sein Gegenteil umzuschlagen, da damit unter anderem jeder Kritik an einer Kultur die Legitimation undifferenziert entzogen werde. Jens Kastner und Lea Susemichel kritisieren ebenfalls die Gefahr der Re-Essenzialisierung und vor allem die fehlender Differenzierung zwischen „dem Irokesenschnitt eines Punkers und dem Bumerang von Chanel [...] beides scheint gleichermaßen illegitim, auch wenn es im einen Fall um eine – im Zweifelsfall sogar solidarische – subkulturelle Geste ohne finanziellen Gewinn und im anderen um Millionengewinne eines Unternehmens geht, das Teil des ausbeuterischen Systems ist.“
Nach dem Sozialwissenschaftler Samuel Salzborn liegt dem Konzept der kulturellen Aneignung der ahistorische Gedanke zugrunde, es gäbe „so etwas wie ‚authentische‘ und damit kollektiv-fixierte Elemente einer Sub- oder Minderheitenkultur […], die nur dieser vorbehalten sein sollen“. Diese Vorstellung laufe auf eine Homogenisierung der sozialen Beziehungen und auf eine Ethnisierung hinaus, das heißt, auf eine Entmündigung des Subjekts, denn sich für oder auch gegen die eigene Zugehörigkeit zu einer Gruppe und deren kulturelle Identität entscheiden zu können, sei „der Kern der Freiheit, die sich generell gegen jede Kulturalisierung richten muss“. Der Philosoph Kwame Anthony Appiah weist den Begriff zurück, weil sich das damit beschriebene Unrecht besser anhand der Begriffe „Missachtung“ oder „Ausbeutung“ fassen lasse.
Floris Biskamp entgegnet dem Vorwurf der Re-Essenzialisierung oder der Nähe zum rechten Ethnopluralismus, dass die Kritik an kultureller Aneignung weder wie der rechte Ethnopluralismus auf homogene Gemeinschaften oder Staaten abziele, noch ein Konzept einer homogenen Kultur zugrunde legen müsse. Vor dem Hintergrund von „gewordenen und unscharfen Differenzen sowie der kontextabhängigen Machtdifferenziale[n]“ sei der Blick auf diskursive Praktiken, existierende Hegemonie und Dominanz durchaus gerechtfertigt. Johannes Franzen kritisierte in der taz, die Debatte um kulturelle Aneignung werde von Kritikern des Konzepts häufig unterkomplex und anhand von Strohmannargumenten und Pauschalisierungen geführt, obwohl sie eigentlich „ein gesellschaftliches Bedürfnis nach theoretischer Reflexion“ ausdrücke.

## Beispiele

### Allgemein
- Schmuck oder Mode mit religiösen Symbolen, ohne dass die Träger an diese Religionen glauben. Beispiele sind das Warbonnet,[3] Medizinrad, Kreuz, Mehndi oder das Tragen eines Bindi durch Nicht-Hindu-Frauen in Südasien.[36][37] Auch die Verwendung von Batik[38] sowie der Kufiya (Palästinensertuch)[39] wurde als kulturelle Aneignung kritisiert, ebenso wie die Verwendung von Symbolen nicht-europäischer Kulturen in der Hippie-Bewegung.[40]
- Das Tragen von Kostümen an Karneval oder Halloween, die auf Stereotypen basieren und deren Träger nicht der entsprechenden ethnischen Gruppe angehören.[41][42][43] Kostüme wie etwa „Vato Loco“ (bedeutet verrückter Chicano aus Watts, umgangssprachlich „Vato“), „Pocahottie“ (von Pocahontas)[41] oder „Indian Warrior“ („indianischer Krieger“).[41]

### Historisch
- Eine lange Geschichte kultureller Aneignung hat die Ruinenstätte Tiwanaku hinter sich, die mit der Aneignung Tiwanakus durch die Inka begann. Als die Inka Tiwanaku entdeckten, erstaunten sie, da sie solch eine architektonische Perfektion noch nie zuvor gesehen hatten, und betrachteten Tiwanaku fortan als Ort ihrer kosmischen und ethnischen Genese.[44]
- Elemente der ägyptischen Kultur wurden von der hellenistischen Kultur angeeignet.[45]
- Griechen ahmten im Athen der Perikleszeit den persischen Lebensstil nach.[46]

### In den USA
- Pharrell Williams posierte 2014 in einem Warbonnet auf der Titelseite der britischen Zeitschrift Elle.[47]
- Avril Lavigne verwendete japanische Kultur im Musikvideo zu ihrem Lied Hello Kitty: Das Video zeigt Asiatinnen in entsprechenden Kostümen und Lavigne in einem pinken Tutu gekleidet.[48]
- Karlie Kloss trug 2012 bei der Modeschau von Victoria’s Secret eine Federhaube und Mokassins.[49]
- Ariana Grande nutzte im Musikvideo zu 7 Rings (2019) Versatzstücke japanischer Kawaii-Kultur in einem Hip-Hop-Szenario.[50]
- Das Star Wars Kino-Franchise verwendete Trachten und geschichtliche Elemente der Mongolei, ohne in der eigenen Berichterstattung auf diesen Bezug hinzuweisen[51]

### In Deutschland
- Der Kabarettist Rainald Grebe trägt bei Auftritten in Anspielung auf Karl May ein Warbonnet. Er verteidigte die Kostümierung gegen Kritik.[52]
- In einem Artikel für das Missy Magazine kritisierte Hengameh Yaghoobifarah 2016 das Tragen von Dreadlocks bei weißen Besuchern auf dem Fusion Festival und bezeichnete das Festival als „‚White Dreadlocks‘-Convention“.[53]
- Im März 2022 wurde die weiße Musikerin Ronja Maltzahn aufgrund ihrer Dreadlocks von der Ortsgruppe Hannover der Klima-Aktivisten von Fridays for Future ausgeladen.[54] Ihr Auftritt wäre nur möglich gewesen, wenn sie sich zuvor die Haare abschneiden ließe, so das Statement der Ortsgruppe.[55]
- Der Ravensburger Verlag nahm im August 2022 zwei Kinder- und Jugendbücher aus dem Programm. Die Winnetou-Titel erhielten auf Social-Media-Plattformen wie Instagram negative Rückmeldungen.[56]
- Der Sänger Peter Fox wurde im Dezember 2022 von Malcolm Ohanwe für sein Stück Zukunft Pink kritisiert, da dieses sich das südafrikanische Genre Amapiano aneigne.[57]
- Die Bundesgartenschau in Mannheim äußerte im April 2023 Bedenken bezüglich eines geplanten Auftritts des Seniorinnen-Balletts der AWO, da diese unter dem Motto einer Weltreise in verschiedenen Kostümen auftreten wollten, welche als klischeehafte Repräsentation der jeweiligen Kulturen aufgefasst werden könne.[58]

### In der Schweiz
- Das Konzert der Band „Lauwarm“ wurde im Juli 2022 in Bern abgebrochen, da sich mehrere Zuschauer über „kulturelle Aneignung“ beschwert und „Unwohlsein mit der Situation“ beklagt hatten. Sie begründeten dies damit, dass zwei der Bandmitglieder Rastas und bunte afrikanische Kleidung getragen sowie Reggae-Musik gespielt hätten.[59][60][61]
- Im August durfte der weiße österreichische Musiker Mario Parizek sein Konzert in der Zürcher Kulturbar „Das Gleis“ nicht beginnen. Am Tag des Konzertes meldeten sich laut Veranstalter besorgte Personen bei der Bar, was eine Ausladung des Musikers zur Folge hatte. Parizeks Dreadlocks und seine Ablehnung gegenüber einem „Dialog“ mit der Leitung der Bar wurden als Begründung für die Absage angegeben. Er wurde gemäß Angaben der Bar finanziell entschädigt.[62][63][64]  Parizek selbst meint dazu, das sei eine „mehr oder weniger faschistische Einstellung“. Er trage Dreadlocks seit seinem 13. Lebensjahr als Statement gegen Rechts. „Heute werde [er] von der linken Ecke deshalb diskriminiert.“[65]

### Marginalisierte Gruppen

#### Amerikanische Ureinwohner

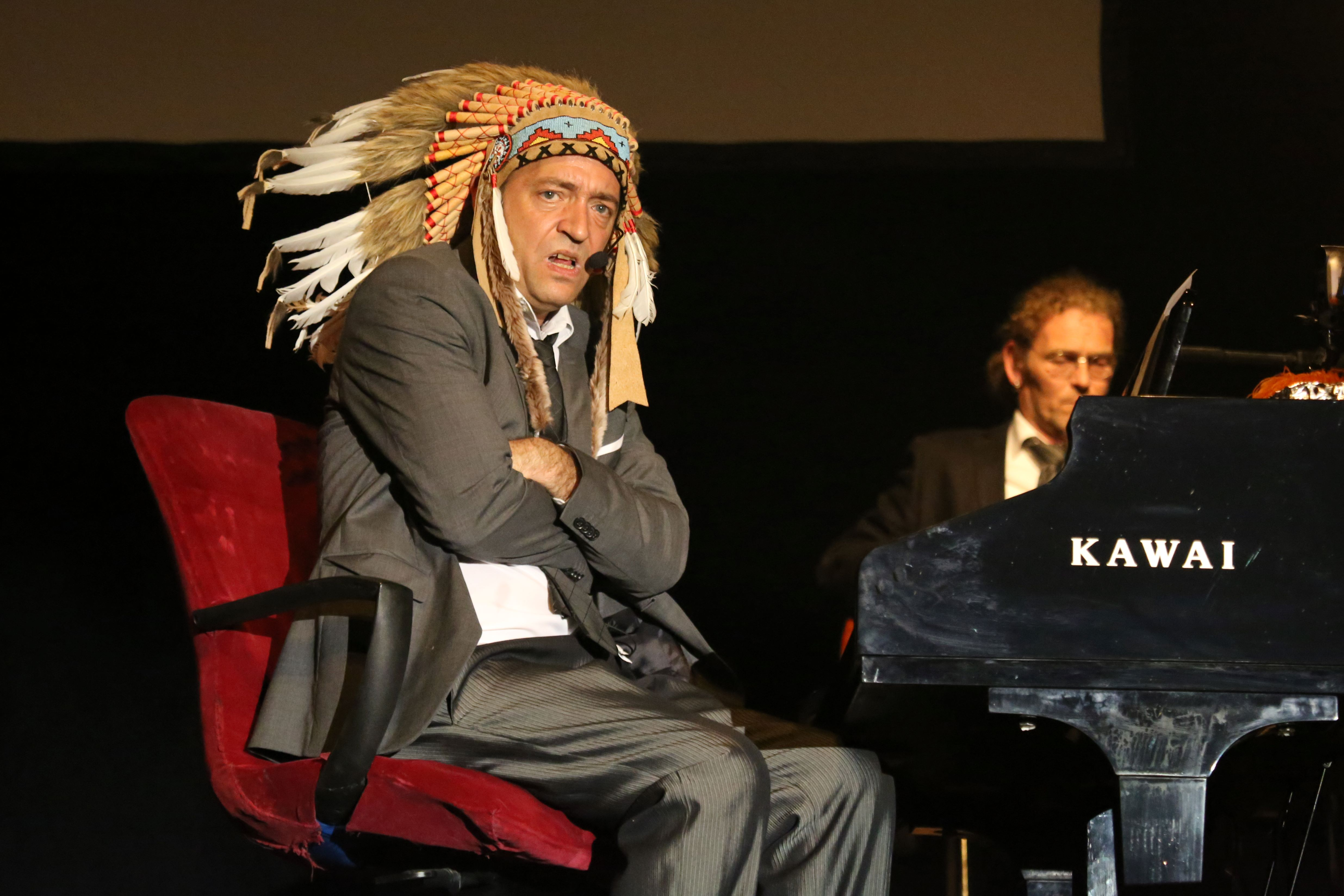
Rainald Grebe mit einem Warbonnet

Die Sportmannschaften an US-Universitäten verwenden häufig Symbole von indianischen Kulturen als Maskottchen, was laut Kritikern ihrem Bildungsauftrag widerspricht. Daher erließ die NCAA (National Collegiate Athletic Association) 2005 eine Richtlinie, die zur Änderung von Namen und Maskottchen führte, mit Ausnahme von indigen geprägten Bildungseinrichtungen. Laut dem NCAI (National Congress of American Indians) wurden in den vergangenen 50 Jahren zwei Drittel aller Namen und Maskottchen abgeschafft.
Einige Ethnien billigen allerdings Maskottchen, etwa die Seminolen die Verwendung ihres Häuptlings Osceola und seines Appaloosas Renegade durch die Footballmannschaft der FSU.
Die Generalversammlung der Vereinten Nationen gab eine Erklärung gegen die Aneignung indigener Kultur heraus. 2015 veröffentlichte eine Gruppe indigener Wissenschaftler und Autoren eine Stellungnahme gegen Rainbow Gatherings.

#### Afroamerikaner
Der Begriff Wigger ist eine umgangssprachliche Bezeichnung für Weiße, welche die afroamerikanische Subkultur imitieren, etwa afroamerikanisches Englisch und Straßenmode in den USA oder Grime in Großbritannien. Das Phänomen tauchte einige Generationen nach dem Ende der Sklaverei in mehrheitlich „weißen Ländern“ auf, etwa den USA, Kanada, Großbritannien und Australien. Eine Frühform war der white negro im Jazz und Swing der 1920er und 1930er. Norman Mailer untersuchte dies 1957 in seinem Aufsatz The White Negro. In den 1930ern und 1940ern folgten die Zoot Suiter, in den 1940ern die Hipster, in den 1950er und 1960er Jahren der Beatnik, in den 1970ern der Blue-Eyed Soul und in den 1980ern und 1990ern der Hip-Hop. Heute wird afroamerikanische Kultur weltweit verbreitet und vermarktet.

#### Aborigines
In Australien haben indigene Künstler eine „authentische Marke“ diskutiert, um Konsumenten über nicht authentische Kunst zu unterrichten.
Diese Bewegung bekam nach 1999 Auftrieb, als John O’Loughlin für den Verkauf von Kunst wegen Betruges verurteilt wurde, die vorgeblich von indigenen Künstlern gemalt wurde. Brenda Crost, Kuratorin für indigene Kunst an der Art Gallery of Western Australia in Perth, kritisierte ebenfalls, dass sich das australische Urheberrecht nur auf individuelle Künstler beziehe und nicht auf geistiges Eigentum einer Kultur oder eines Kulturraumes. So würden historische und traditionelle Kunststile der Aborigines nicht genug geschützt. Philip Hall, der Geschäftsführer der National Indigenous Arts Advocacy Association, kommentierte dazu: „Mit unserer Kunst ist eine Geschichte verbunden. Das ist das, was die Menschen nicht verstehen - sie sehen sich nicht nur ein Gemälde an und kaufen ein Gemälde, sondern sie kaufen eine Geschichte.“
Im Jahr 2017 wurde das Modeunternehmen Chanel kritisiert, weil es einen Bumerang für 1.260 € angeboten hat. Die Kritiker argumentierten, dass das Modelabel aus traditionellen Waffen der australischen Ureinwohner Geld machen würde. Wie bei anderen traditionellen Objekten wird hier kritisiert, dass eine westliche Luxusmarke ein kulturelles Gut einer bis heute diskriminierten und unterdrückten Kultur für den eigenen finanziellen Erfolg missbraucht.

## Kulturelle Aneignung in anderen Kontexten

### Selektive Aneignung
In einem anderen Kontext wird kulturelle Aneignung als stiller Protest gegen eine Übermacht angesehen. Es ist eine Möglichkeit der Unterdrückten, dem aufgezwungenen Lebens- oder Kleidungsstil einen neuen, eigenständigen Sinn zu geben. Aus den Untersuchungen von Jean und John Comaroff geht hervor, dass die Normen und Regeln der europäischen Besetzer in der lokalen Bevölkerung in Südafrika akzeptiert wurden. Jedoch zeugten kleine Änderungen am Kleidungsstil davon, dass sich die Proselyten von den Missionaren abgrenzten. Diese beinahe unwesentlichen Änderungen wurden innerhalb der Community als Protest verstanden, von außen aber kaum wahrgenommen. Dies führte dazu, dass die Wahrnehmung der Besetzer auf die Missionsstaaten eine andere war, als die von den Einheimischen. Durch dieses Phänomen setzte sich in Südafrika eine angepasste Form des Christentums durch, denn die Umdeutung der Normen führte zu einer Neuinterpretation der christlichen Religion.

### Mimesis
Eine weitere Form der Aneignung findet sich in der Degradierung positioneller Muster und Normen durch Mimesis. Die hegemonialen Kulturen werden durch Nachahmung ins Lächerliche gezogen und dadurch von außen nicht mehr als seriös wahrgenommen. Traditionen, Gesten usw. werden aus ihrem ursprünglichen Zusammenhang gerissen und in einen neuen Kontext gestellt. Ein Beispiel für eine solche Mimesis wird im Kurzfilm von Jean Rouch dargestellt. Im Film werden Rituale der Hauka in der ehemaligen Kolonie Ghana verfolgt. Während dieser Zeremonien „bewegen sich die Besessenen in grotesken Körperverrenkungen“, um in satirischer Weise die europäischen Neuankömmlinge nachzuahmen. Die Rituale der Hauka wurden so populär, dass sie während der Kolonialzeit teilweise verboten wurde. In seinem Betrag schreibt Klaus-Peter Köpping: „Wie ethnografische Berichte ähnlicher ritueller Bewegungen gezeigt haben, sind solche mimetischen Ritualformen fast immer die Vorläufer von Unabhängigkeitskämpfen, die in dem Augenblick verschwinden, wenn die Trennung von der Kolonialherrschaft vollzogen und die politische und kulturelle Autonomie erreicht sind.“
Der Kulturtheoretiker George Lipsitz sieht im kalkulierten Gebrauch anderer Kulturformen eine Strategie, mit der sich eine Gruppe selbst definiert. Dies tritt sowohl bei der Mehrheit als auch der Minderheit auf, beschränkt sich also nicht auf eine Seite. Die Mehrheitskultur sollte allerdings die soziohistorischen Umstände der angeeigneten Kultur beachten, um nicht die historisch ungleichen Machtverhältnisse fortzuschreiben. Gemäß dieser Sicht ist der Widerstand kultureller Minderheiten gegen die Mehrheitsgesellschaft (z. B. im Nachahmen und Verändern von Aspekten der Mehrheitskultur) vom Konzept der kulturellen Aneignung ausgenommen, weil hier das Machtverhältnis umgekehrt wird. Ein historisches Beispiel ist die Entstehung der Mods im Vereinigten Königreich in den späten 1950er und frühen 1960er Jahren. Vor allem Jugendliche aus der Arbeiterklasse imitierten und überspitzten den maßgeschneiderten Kleidungsstil der gehobenen Mittelschicht und verwendeten dabei traditionelle britische Symbole, etwa den Union Jack und die Kokarde der Royal Air Force. Diese Rekontextualisierung kultureller Elemente kann auch als kulturelle Aneignung betrachtet werden, hat aber meist keine negative Absicht.

### Integration
Wenn Menschen in andere Länder immigrieren, stehen sie vor der Entscheidung, ob und wie stark sie sich die neue Kultur aneignen. In den Worten von Detlef Garz: „Es geht um die (bez. den Versuch der) „Überwindung“ von Fremdheit.“ Das Phänomen von „sich integrieren“ und „sich die fremde Kultur zu eigen machen“ steht im Kontrast zur Abgrenzung von dieser neuen Kultur. Ein Beispiel dafür beschreibt Evelin Dürr in ihrem Artikel über Migrationserfahrungen in Neuseeland. Sie zeigt anhand von zwei Bespielen auf, wie stark sich die Integration zweier Migranten unterscheidet. Während Elena, eine gebürtige Argentinierin, ihrer Herkunft treu bleibt und sich keinesfalls als Neuseeländerin bezeichnen würde, eignete sich Juan, ein Migrant aus Chile, die neuseeländische Kultur so stark an, dass er sich selbst als Pākehā (Bezeichnung für eingewanderte Neuseeländer) betiteln würde. Juan integrierte sich, auch aufgrund seiner Erfahrungen in Chile, in die Bevölkerung und wurde dadurch ein Teil davon. Aufgrund seiner Sympathie für die indigene Bevölkerung setzte er sich für ihre Interessen ein und übersetzte den Vertrag von Waitangi, ein Dokument kolonialen Ursprungs, welches den eingeborenen Māori gleiche Rechte wie den weißen Siedlern versprach, ins Spanische. Danach verteilte er die Übersetzungen an Ankömmlinge auf dem Flughafen, um diese mit der neuseeländischen Kultur und Tradition von Einheit und Gleichheit vertraut zu machen. Obwohl diese Aktion nur im Sinne der Māori handeln sollte, stieß sie bei der indigenen Bevölkerung eher auf Abneigung. Die Māori verstanden die Einmischung von Juan in ihre kulturellen und politischen Angelegenheiten als Grenzüberschreitung, zu der er nicht befugt gewesen sei.
Ab dem 15. Jahrhundert kam es während europäischer Entdeckungsreisen immer wieder zu Desertationen. Solche „Zivilisationsflüchtlinge“ waren europäische Reisende, die sich im Laufe der europäischen Expansion indigenen Kulturen anschlossen. Man konnte dieses Phänomen erstmals im 15. Jahrhundert in Westafrika und später in Brasilien, Nordamerika sowie in den Antillen beobachten. Der Naturforscher Johann David Schöpf schreibt zur Einbürgerung sogenannter „White Indians“ in Nordamerika Folgendes: „Man hat viele Beyspiele von solchen (europäischen) Gefangenen, die nicht zurückkehren mochten; eben so wohl als von anderen Europäern, welche ganz freywillig sich unter sie begeben, und gegen die ungezähmte Freyheit, welche der Indianer höchstes Gut ist, alle Vortheile einer gesitteten Gesellschaft und bequemen Lebens ohne Reue vertauschet haben.“ Auch die indigenen Völker hatten Interesse an „Adoptionen“ weißer Einwanderer. Zum einen stärkte es ihre eigenen Reihen, die durch die zunehmende Immigration von Europäern bedroht wurden, und zum anderen wurden die Neulinge gerne als Informationsquellen genutzt. Wie verschiedene Gefangene berichteten, hatten die amerikanischen Ureinwohner ein reges Interesse an der Geschichte und Kultur der Einwanderer.
Nicht nur Europäer schlossen sich den Einheimischen an, sondern auch umgekehrt. Kurz nach der Gründung Québecs 1608 wurden Austauschprogramme ins Leben gerufen, bei denen junge Erwachsene aus Europa zu verbündeten indigenen Stämmen geschickt wurden, während im Gegenzug junge Eingeborene mit nach Frankreich reisten. Für beide Seiten fungierten solche bikulturellen Menschen als Übersetzer der Sprache und Kultur. Sie waren fortan das Bindeglied zwischen zwei unterschiedlichen Ethnien. Ethnologe A. Irving Hallowell spricht in solchen Fällen auch von „Transkulturalisation“.